# Tricloruro di lutezio
Il tricloruro di lutezio, o cloruro di lutezio(III), è un composto chimico formato da lutezio e cloro con formula LuCl3. Forma cristalli monoclini bianchi igroscopici e anche un esaidrato igroscopico LuCl3·6 H2O.

## Reazioni
Il lutezio metallico puro può essere prodotto dal cloruro di lutezio(III) riscaldandolo insieme al calcio elementare:
{\displaystyle {\ce {2LuCl3\,+\,3Ca\to 2Lu\,+\,3CaCl2}}}
Il tricloruro di lutezio può essere ottenuto dalla reazione dell'ossido di lutezio o del carbonato di lutezio (Lu2(CO3)3) e del cloruro di ammonio:
{\displaystyle {\ce {Lu2O3\,+\,6NH4Cl\to 2LuCl3\,+\,6NH3\,+\,2H2O}}}
Dalla reazione del lutezio metallico con l'acido cloridrico si ottiene il tricloruro esaidrato LuCl3·6 H2O. Questo può essere convertito nella forma anidra per trattamento con il cloruro di tionile.
{\displaystyle {\ce {2Lu\,+\,6HCl\to 2LuCl3\,+\,3H2}}}

## Proprietà
Il tricloruro di lutezio e il suo esaidrato sono solidi incolori ed entrambi sono solubili in acqua. Il tricloruro di lutezio ha una struttura cristallina monoclina con il gruppo spaziale C2/m (nº 12) corrispondente a quella del cloruro d'alluminio.

## Usi
Il cloruro di lutezio (III) può essere utilizzato per produrre lutezio puro:
{\displaystyle {\ce {2LuCl3\,+\,3Ca\to 2Lu\,+\,3CaCl2}}}